# 東聲問站
東聲問站（日语：／ Higashi-Koetoi eki */?）是位於北海道稚內市大字聲問村，北海道旅客鐵道（JR北海道）的天北線臨時車站。此站只於1987年（昭和62年）6月1日當天營業一天。

## 歷史
- 1987年（昭和62年）
  - 6月1日 - 北海道旅客鐵道天北線的臨時車站啟用[1]。
  - 6月2日 - 車站廢除[1]。

## 概要
車站位於惠北站至聲問站之間，為了稚內機場新跑道完成時設置的臨時車站。

## 站名的由來
車站由於位於聲問站東邊而得名。

## 車站周邊
- 北海道道121號稚內幌延線（日语：北海道道121号稚内幌延線）
- 稚內機場

## 相鄰車站
北海道旅客鐵道（JR北海道）
天北線
惠北－（臨）東聲問－聲問

## 注腳
1. 1 2 3 4  石野哲（編）. . JTB. 1998: 907. ISBN 978-4-533-02980-6 （日语）.
2. ↑  「あすへ続くレール 道北の鉄道120年 ④旭川空港に直結 世界とつながる玄関口に」《北海道新聞》2018年（平成30年）1月16日付17面（旭川・上川）。